# Щировский, Евгений Павлович
Евгений Павлович Щировский (1850 — после 1916) — российский государственный  деятель, тайный советник. Радомский, Келецкий и Ломжинский гражданский губернатор.

## Биография
Родился 11 (23) марта 1850 года в Москве; как следует из копии метрического свидетельства, был незаконнорожденным сыном «московской мещанки, девицы, дочери мещанина Стефана Козмина Марии Стефановой». Отчество получил по имени крёстного отца, хирурга Павла Павловича Рынского, фамилию — от воспитателя (и, вероятно, своего биологического отца) Алексея Козьмича Щировского, около 1853 года женившегося на Марии Стефановой.
В службе и классном чине с 1873 года. На 1877 год коллежский секретарь — секретарь Акцизного управления Виленской губернии.
В 1878 году титулярный советник — и.д. советника, в 1883 году коллежский советник — советник Минского губернского правления. В 1890 году статский советник — правитель Харьковской губернской канцелярии.
В 1891 году произведён в действительные статские советники. В 1896 году управляющий Канцелярии Варшавского генерал-губернатора.
С 1897 года назначался Ломжинским и Келецким губернатором. В 1899 году был назначен Радомским губернатором. В 1902 году произведён в тайные советники.
В 1906 году подал в отставку по болезни. Умер после 1916 года.

## Семья
Сын Владимир (1909 — 1941) — русский и советский поэт